# Solsonès

Comarca Solsonès

Solsonès (spaniolă Solsonés) este o comarcă, din provincia Lleida în regiunea Catalonia (Spania).
1. ↑   http://www.idescat.cat/pub/?id=aec&n=203 Lipsește sau este vid: |title= (ajutor)